# Novion-Porcien

Novion-Porcien este o comună în departamentul Ardennes din nordul Franței. În 1 ianuarie 2022 avea o populație de 519 de locuitori.